# La ragazza di Trieste
La ragazza di Trieste (bra: A Garota de Trieste) é um filme italiano de 1982, dos gêneros drama e suspense, dirigido por Pasquale Festa Campanile, com roteiro de Ottavio Jemma e do próprio Campanile baseado no seu romance homónimo.

## Sinopse
Um cartunista americano (Ben Gazzara) vê uma bela mulher (Ornella Muti) ser salva do mar, enquanto ele desenha na praia. Oferece-lhe uma toalha, iniciando assim uma relação com uma mulher decididamente desequilibrada, que desaparece por longos períodos e parece esconder um segredo.

## Elenco
- Ben Gazzara: Dino Romani
- Ornella Muti: Nicole
- Mimsy Farmer: Valeria
- Andréa Ferréol: Stefanutti
- Jean-Claude Brialy: Professor Martin
- William Berger: Charly